# James Schureman
James Schureman (ur. 12 lutego 1756 w New Brunswick, New Jersey, zm. 22 stycznia 1824 w New Brunswick, New Jersey) – amerykański przedsiębiorca i polityk.
Podczas wojny o niepodległość Stanów Zjednoczonych służył w armii amerykańskiej.
W latach 1786 i 1787 uczestniczył w obradach Kongresu Kontynentalnego jako delegat New Jersey.
W latach 1789–1791, podczas pierwszej kadencji Kongresu Stanów Zjednoczonych, reprezentował stan New Jersey w Izbie Reprezentantów Stanów Zjednoczonych.
W 1792 roku pełnił funkcję prezydenta rodzinnego miasta New Brunswick w stanie New Jersey.
W latach 1797–1799, podczas piątej kadencji Kongresu Stanów Zjednoczonych, powrócił do Izby Reprezentantów Stanów Zjednoczonych jako przedstawiciel stanu New Jersey. Przed ukończeniem kadencji został wybrany do Senatu Stanów Zjednoczonych na wakat powstały po ustąpieniu Johna Rutherfurda, ostatecznie jednak postanowił dokończyć kadencję w Izbie Reprezentantów.
W latach 1799–1801, podczas szóstej kadencji Kongresu Stanów Zjednoczonych, reprezentował stan New Jersey w Senacie Stanów Zjednoczonych.
W latach 1801–1813 pełnił funkcję burmistrza rodzinnego miasta New Brunswick w stanie New Jersey.
W latach 1813–1815, podczas trzynastej kadencji Kongresu Stanów Zjednoczonych, ponownie był przedstawicielem stanu New Jersey w Izbie Reprezentantów Stanów Zjednoczonych.
Od 1821 roku aż do śmierci w 1824 roku ponownie pełnił funkcję burmistrza miasta New Brunswick w stanie New Jersey.